# Ивашково (Александровский район)
Ивашково — упразднённое село в Александровском районе Владимирской области России.

## География
Находилось в северо-западной части области, в зоне хвойно-широколиственных лесов, при автодороге 17А-4, к западу от реки Дубны, на расстоянии примерно 20 километров (по прямой) к северо-западу от города Александрова, административного центра района.

### Климат
Климат характеризуется как умеренно континентальный, с умеренно тёплым летом, холодной зимой, короткой весной и облачной, часто дождливой осенью. Среднегодовая температура воздуха — +3,4 °C. Годовое количество атмосферных осадков — 549 миллиметров, из которых большая часть выпадает в тёплый период.

## История
В «Списке населенных мест Владимирской губернии по сведениям 1859 года» населённый пункт упомянут как владельческое сельцо Вашково (Ивашково) Александровского уезда, расположенная при прудах, в 24 верстах от уездного города. В сельце имелся 1 двор и проживало 56 человек (31 мужчина и 25 женщин). Действовал православный домовый храм.
По состоянию на 1905 год, в Ивашкове имелось 5 дворов и проживало 29 человек. В административном отношении сельцо входило в состав Тирибревской волости.
В настоящее время на месте бывшего села расположен дом отдыха.